# Рашид Хан
Устад Рашид Хан (урду راشد خان‎; 1 июля 1968, Бадаюн, Уттар-Прадеш — 9 января 2024, Калькутта) — индийский классический вокалист традиции хиндустани.
За достижения в области музыки награждён премией Академии Сангит Натак и орденом Падма Шри в 2006 году, а также орденом Падма Бхушан в 2022 году.

## Биография
Родился в Бадаюне, штат Уттар-Прадеш, в семье потомственных музыкантов Рампур-Сахасван гхарана и был правнуком Устада Инаята Хуссейна Хана, основателя гхараны.
В возрасте четырех лет Рашид потерял мать, после чего его отправили в Бомбей к дяде Гуламу Мустафе Хану, который стал обучать его игре на табла. Однако мальчик не проявлял интереса к музыке и через год вернулся в Бадаюн. Его отец, опасаясь, что Рашид не станет музыкантом, отдал шестилетнего сына в ученики к его двоюродному деду Ниссару Хуссейну Хану.
В 1978 году в Калькутте была основана ITC Sangeet Research Academy и Ниссар Хуссейн Хан был приглашен туда в качестве преподавателя. Переехав в Калькутту, он взял с собой ученика. В 14 лет Рашид стал студентом академии.
Во время обучения он, наконец-то, заинтересовался музыкой. К 1994 году Хан получил признание как классический вокалист. После смерти его учителя в 1993 году среди исполнителей, которые пели в стиле Рампур, образовалась пустота, и Рашид быстро её заполнил.
Среди своих коллег Рашид был известен как новатор. Он рискнул смешивать классическую индуистскую музыку с более легкими музыкальными жанрами и занялся экспериментальным сотрудничеством, включая концерты с инструменталистом Луисом Бэнксом. Кроме того, он продемонстрировал свою универсальность, участвуя в джугалбанди с ситаристом Шахидом Парвезом и другими музыкантами. В начале 2000-х, записанный им вместе с Бхимсеном Джоши и основанный на раге «Тоди», бандиш стал хитом на Doordarshan.
Начиная с 2004 года, Рашид Хан стал записывать песни для фильмов на хинди и бенгальском языке. К 2019 году он исполнил не менее 26 партий в 19 фильмах Болливуда. Самыми популярными из них были: «Aaoge Jab Tum Saajna» из «Когда мы встретились» (2007), «Alah Hi Rahem» из «Меня зовут Кхан» (2010) и «Bol Ke Lab Azad Hain» из «Манто» (2018).
В ноябре 2023 года Хан был помещен в больницу Калькутты с диагнозом рак простаты, где скончался 9 января 2024 года. У него остались жена, сын и две дочери.